# Mullederia arborea
Mullederia arborea är en spindeldjursart som beskrevs av Charles Thorold Wood 1964. Mullederia arborea ingår i släktet Mullederia och familjen Stigmaeidae. Inga underarter finns listade i Catalogue of Life.